# One Night Only (album Barbry Streisand)
One Night Only: Barbra Streisand And Quartet Live At The Village Vanguard – album amerykańskiej piosenkarki Barbry Streisand, wydany w 2010 roku. Zawiera zapis występu z 26 września 2009 z nowojorskiego klubu jazzowego Village Vanguard. Wydawnictwo ukazało się w postaci DVD+CD, a także na pojedynczym DVD.

## Lista utworów
1. "Intro" - 0:39
2. "Here's to Life" - 6:05
3. "In the Wee Small Hours of the Morning" - 4:15
4. "Gentle Rain" - 3:46
5. "Spring Can Really Hang You Up the Most" - 4:14
6. "If You Go Away (Ne me quitte pas)" - 5:52
7. "Where Do You Start?" - 4:29
8. "Nobody's Heart (Belongs to Me)" - 4:07
9. "Make Someone Happy" - 4:58
10. "My Funny Valentine" - 2:53
11. "Bewitched, Bothered and Bewildered" - 2:58
12. "Thank You's and Introductions" - 7:02
13. "Evergreen (Love Theme from A Star Is Born)" - 3:43
14. "Exit Music" - 1:02
15. "Some Other Time" - 5:33
16. "The Way We Were" - 4:44